# 塞马塔群岛
塞马塔群岛（Kepulauan Sermata）位于印度尼西亚东南部，属于马鲁古省西南马鲁古县管辖，由塞马塔岛等12座岛屿组成。塞马塔群岛西邻勒蒂群岛，东接巴巴群岛，属于马鲁古群岛的一部分。